# Carmina Burana (Orff)

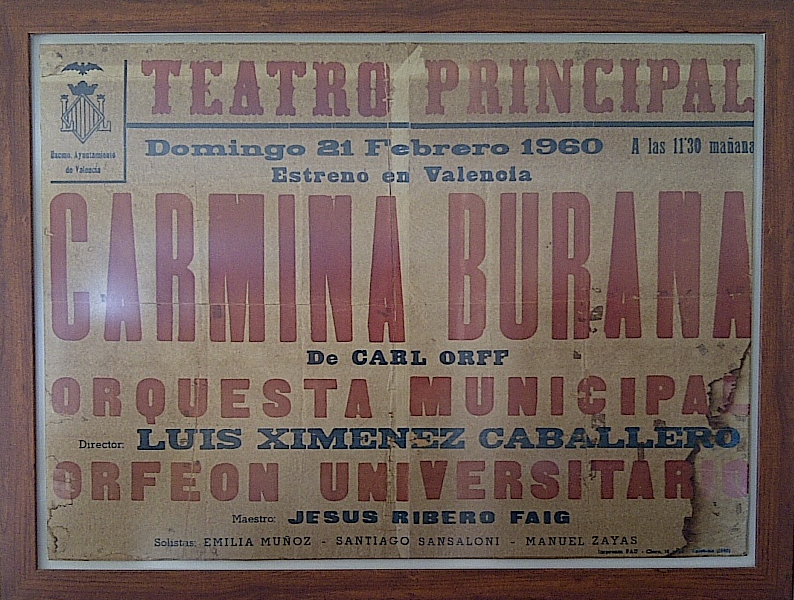

Carmina Burana là bản cantata của nhà soạn nhạc người Đức Carl Orff. Ông viết bản cantata này trong khoảng thời gian 1935-1936. Orff đã dựa vào 24 bài thơ Carmina Burana được viết băng tiếng Latin. Tác phẩm được trình diễn lần đầu tiên vào năm 1937. Sau lần trình diễn đó, Orff đã từ bỏ những sáng tác trước đó của mình. Đoạn nhạc trong tác phẩm được biết tới nhiều nhất là O Fortuna.